# Чумичкин, Юрий Николаевич
Юрий Чумичкин (1937 — неизвестно) — советский хоккеист, нападающий. Мастер спорта СССР (1958).
В чемпионате СССР дебютировал в сезоне 1955/56 в составе московского «Локомотива», за который провёл 10 сезонов. Играл за команды «Спартак» Рязань (1965/66), «Шахтёр» Инта (1966/67).
Обладатель Кубка Ахерна (1961) в составе «Крыльев Советов».